# آگیدل
شهر آگیدل (به روسی: Агидель) در کشور روسیه و در جمهوری باشقیرستان واقع شده‌است.